# خوزه آریل نونیز
خوزه آریل نونیز (انگلیسی: José Ariel Núñez؛ زادهٔ ۱۲ سپتامبر ۱۹۸۸) بازیکن فوتبال اهل پاراگوئه است که در پست مهاجم برای باشگاه گوایرنا بازی می‌کند.
وی همچنین در تیم ملی فوتبال پاراگوئه بازی کرده‌است.